# Bogdan Dotchev
Bogdan Guanev Dotchev ou Богдан Дочев (né le 26 juin 1936 à Varna et mort le 29 mai 2017) est un ancien arbitre bulgare de football. Il débuta en 1970 et fut arbitre international de 1977 à 1986. 

## Carrière
Il a officié dans des compétitions majeures : 
- Coupe du monde de football de 1982 (1 match)
- Coupe UEFA 1982-1983 (finale aller)
- Coupe du monde de football de 1986 (1 match)